# Olpas
Olpas är en ort i Argentina.   Den ligger i provinsen La Rioja, i den centrala delen av landet, 900 km nordväst om huvudstaden Buenos Aires. Olpas ligger 548 meter över havet och antalet invånare är 178.
Terrängen runt Olpas är kuperad västerut, men österut är den platt. Runt Olpas är det mycket glesbefolkat, med 2 invånare per kvadratkilometer.. Närmaste större samhälle är Villa Santa Rita de Catuna, 16,7 km söder om Olpas.
Omgivningarna runt Olpas är i huvudsak ett öppet busklandskap.